# Danh sách đĩa nhạc của Blackpink
Nhóm nhạc nữ Hàn Quốc Blackpink đã phát hành 2 đĩa mở rộng tiếng Hàn và bao gồm 11 đĩa đơn (bao gồm 2 đĩa đơn maxi). Nhóm cũng phát hành 1 album phòng thu và 1 đĩa mở rộng tiếng Nhật.
Blackpink phát hành đĩa đơn maxi đầu tay của nhóm mang tên Square One vào ngày 8 tháng 8 năm 2016. Đĩa maxi bao gồm 2 bài hát mặt A "Boombayah" và "Whistle". Tại Hàn Quốc, "Whistle" ra mắt tại vị trí thứ nhất trên Gaon Digital Chart và đạt doanh số xấp xỉ 2,500,000 bản chỉ tại Hàn Quốc. Nhóm cũng tiếp tục thành công với việc phát hành Square Two vào ngày 1 tháng 11 năm 2016. Đĩa đơn bao gồm "Playing with Fire" có hơn 2,500,000 lượt tải xuống được chứng nhận tại Hàn Quốc, cũng như "Stay", đĩa cũng bao gồm phiên bản acoustic của đĩa đơn "Whistle" nằm ở mặt B của đĩa đơn. Square Two xếp vị trí thứ 13 trên bảng xếp hạng Billboard Top Heatseekers, và vị trí thứ 2 trên bảng xếp hạng US World Albums.
Vào ngày 27 tháng 6 năm 2017, nhóm phát hành đĩa đơn với tựa đề "As If It’s Your Last". Đĩa đơn này cũng là bài hát thứ hai của nhóm đạt 2,500,000 lượt tải xuống được chứng nhận tại Hàn Quốc. Trong cùng năm, vào ngày 30 tháng 8 năm 2017, Blackpink đã có màn ra mắt tại Nhật Bản, với đĩa mở rộng Blackpink, trong đó có phiên bản tiếng Nhật của các bài hát hiện có của nhóm vào thời điểm đó. Đĩa mở rộng thành công về mặt thương mại, ra mắt tại vị trí thứ nhất trên bảng xếp hạng Oricon, và đạt hơn 80,000 bản tại Nhật Bản.
Gần một năm sau, vào ngày 15 tháng 6 năm 2018, nhóm phát hành đĩa mở rộng tiếng Hàn đầu tiên Square Up, đĩa ra mắt tại vị trí thứ nhất trên Gaon Album Chart của Hàn Quốc. Square Up đạt vị trí thứ 40 trên bảng xếp hạng Billboard 200 tại Hoa Kỳ, và sinh ra đĩa đơn hit "DDU-DU DDU-DU", đứng đầu bảng xếp hạng Gaon Chart trong ba tuần liên tiếp. "DDU-DU DDU-DU" cũng là đĩa đơn đầu tiên của nhóm có mặt trong bảng xếp hạng Hot 100, ra mắt và đạt đến vị trí cao nhất là thứ 55. Tính đến tháng 4 năm 2019, đĩa đã đạt được chứng nhận Bạch Kim cho cả hai hạng mục Streaming và Download chỉ tại Hàn Quốc. Vào ngày 19 tháng 10 năm 2018, nhóm đã có màn hợp tác với ca sĩ người Anh Dua Lipa trong bài hát "Kiss and Make Up" nằm trong phiên bản Complete của album đầu tay mang tên cô, đạt được thành công về mặt thương mại trên toàn cầu. Vào ngày 5 tháng 12 năm 2018, nhóm phát hành album phòng thu tiếng Nhật đầu tiên, Blackpink in Your Area, bao gồm tất cả bài hát trong đĩa mở rộng tiếng Nhật trước đây của nhóm, cũng như phiên bản tiếng Nhật của bốn bài hát trong Square Up, với DDU-DU DDU-DU (bản tiếng Nhật) là đĩa đơn chính của album.
Đĩa mở rộng tiếng Hàn thứ hai của nhóm Kill This Love được phát hành lỹ thuật số vào ngày 5 tháng 4 năm 2019. Phiên bản vật lý cũng được phát hành sau đó vào ngày 23 tháng 4 năm 2019. Đĩa mở rộng đã được nhiều lời bình luận tích cực, và cũng thành công về mặt thương mại. Kill This Love đã đạt hơn 350,000 bản tại Trung Quốc, chỉ trong tuần đầu tiên. và khoảng 250,000 bản đĩa cứng tại Hàn Quốc chỉ trong vòng 8 ngày. Kill This Love (EP) đạt vị trí thứ 24 trên bảng xếp hạng album Billboard 200. Đĩa đơn chính cùng tên của đĩa mở rộng Kill This Love đạt vị trí cao nhất ở thứ 41 trên Billboard Hot 100, trở thành đĩa đơn thứ hai của nhóm xuất hiện trên bảng xếp hạng này, và mở rộng thêm thành tích trên bảng xếp hạng, và là đĩa đơn trụ lâu nhất của một nhóm nhạc Hàn Quốc trên bảng xếp hạng này vào thời điểm đó trước khi bài hát Ice Cream của nhóm và Selena Gomez tự phá kỉ lục. Cũng là đĩa đơn thứ năm liên tiếp của nhóm đứng vị trí thứ nhất trên bảng xếp hạng World Digital Songs của Billboard.
Album phòng thu năm 2020 của BLACKPINK, The Album, được phát hành vào ngày 2 tháng 10 đã gặt hái được rất nhiều thành công và kỉ lục khi là nhóm nhạc nữ Kpop có album đạt được thứ hạng cao nhất ở Mỹ và Anh khi đều ra mắt tại hạng 2 tại bảng xếp hạng Billboard 200 và UK Official Charts của 2 quốc gia này, trong đó có 81.000 bản thuần đã được bán ra ở Mỹ và hơn 5600 bản băng cassette ở Anh, giúp BLACKPINK trở thành nhóm nhạc nữ có doanh số tuần đầu tiên lớn nhất tại đây. Trước đó nó cũng phá vỡ kỉ lục album của nghệ sĩ nữ Hàn Quốc nhận được đặt hàng lên đến 1 triệu bản toàn cầu gồm 670 nghìn bản ở Hàn. Album gồm 3 đĩa đơn là How You Like That, Ice Cream (với Selena Gomez) và Lovesick Girls; trong đó có Ice Cream là bài hát giúp BLACKPINK có kỉ lục là bài hát của nghệ sĩ nữ Hàn thứ hạng cao nhất tại Billboard Hot 100 của Mỹ (hạng 13) phá vỡ kỉ lục của How You Like That và Sour Candy (với Lady Gaga) trước đó của nhóm và trụ lâu nhất trên đây (8 tuần), phá vỡ kỉ lục trước đó là Kill This Love với 4 tuần cũng là bài hát của nhóm. Album cũng có bài hát Bet You Wanna với sự góp giọng của nữ rapper Cardi B, bài hát cũng nhận được sự quan tâm lớn khi nó đã ra mắt tại hạng 85 ở bảng xếp hạng Official Charts Company ở Anh, giúp BLACKPINK trở thành nhóm nhạc nữ Hàn Quốc đầu tiên có album có bài hát không phải đĩa đơn ra mắt tại bảng xếp hạng này.

## Album phòng thu
| Tựa đề    | Thông tin | Vị trí xếp hạng cao nhất | Vị trí xếp hạng cao nhất | Vị trí xếp hạng cao nhất | Vị trí xếp hạng cao nhất | Vị trí xếp hạng cao nhất | Vị trí xếp hạng cao nhất | Vị trí xếp hạng cao nhất | Vị trí xếp hạng cao nhất | Vị trí xếp hạng cao nhất | Vị trí xếp hạng cao nhất | Doanh số                                                                 | Chứng nhận        |
| Tựa đề    | Thông tin | HÀN                      | ÚC                       | CAN                      | ĐỨC                      | IRE                      | NB                       | NZ                       | SCO                      | UK                       | US                       | Doanh số                                                                 | Chứng nhận        |
| The Album | - Phát hành: 2 tháng 10 năm 2020 - Hãng: YG, Interscope, UMG - Định dạng: CD, LP, cassette, tải nhạc, phát trực tuyến | 1                        | 2                        | 5                        | 7                        | 6                        | 4                        | 1                        | 3                        | 2                        | 2                        | - HQ: 1,382,813 - TQ: 1,414,114 - Nhật: 32,483 - Anh:5,700 - Mỹ: 223,500 | - KMCA: Triệu bản |
| Born Pink | - Phát hành: 16 tháng 9 năm 2022 - Hãng: YG, Interscope, UMG - Định dạng: CD, tải nhạc, phát trực tuyến               | CTB                      | CTB                      | CTB                      | CTB                      | CTB                      | CTB                      | CTB                      | CTB                      | CTB                      | CTB                      | CTB                                                                      | CTB               |

### Album đĩa đơn
| Tựa đề                                                                                      | Thông tin                                                                                        | Vị trí xếp hạng cao nhất | Vị trí xếp hạng cao nhất | Vị trí xếp hạng cao nhất | Vị trí xếp hạng cao nhất | Doanh số      | Chứng nhận       |
| Tựa đề                                                                                      | Thông tin                                                                                        | Hàn                      | NB                       | Hoa Kỳ                   | Hoa Kỳ                   | Doanh số      | Chứng nhận       |
| Tựa đề                                                                                      | Thông tin                                                                                        | Hàn                      | NB                       | Heat                     | World                    | Doanh số      | Chứng nhận       |
| Hàn Quốc                                                                                    |                                                                                                  |                          |                          |                          |                          |               |                  |
| Square One                                                                                  | - Phát hành: 8 tháng 8 năm 2016 - Hãng: YG Entertainment - Định dạng: tải nhạc, phát trực tuyến  | —                        | —                        | —                        | —                        | —             | —                |
| Square Two                                                                                  | - Phát hành: 1 tháng 11 năm 2016 - Hãng: YG Entertainment - Định dạng: tải nhạc, phát trực tuyến | —                        | —                        | 13                       | 2                        | - Mỹ: 1,000   | —                |
| How You Like That                                                                           | - Phát hành: 17 tháng 7 năm 2020 - Hãng: YG Entertainment - Định dạng: CD, tải nhạc              | 1                        | —                        | —                        | —                        | - HQ: 306,900 | - KMCA: Bạch kim |
| Nhật Bản                                                                                    |                                                                                                  |                          |                          |                          |                          |               |                  |
| Ddu-Du Ddu-Du                                                                               | - Phát hành: 22 tháng 8 năm 2018 - Hãng: YGEX - Định dạng: CD, DVD, tải nhạc                     | —                        | 7                        | —                        | —                        | - NB: 33,784  | —                |
| "—" cho biết bài hát không lọt vào bảng xếp hạng hoặc không được phát hành tại khu vực này. |                                                                                                  |                          |                          |                          |                          |               |                  |

## Album tuyển tập
| Tựa đề                                                                                    | Thông tin                                                                                            | Vị trí xếp hạng cao nhất | Doanh số       | Chứng nhận |
| Tựa đề                                                                                    | Thông tin                                                                                            | NB                       | Doanh số       | Chứng nhận |
| Blackpink in Your Area                                                                    | - Phát hành: 5 tháng 12 năm 2018 (Nhật) - Hãng: YGEX - Định dạng: CD, DVD, tải nhạc, phát trực tuyến | 9                        | - Nhật: 24,338 | —          |
| "—" cho biết album không lọt vào bảng xếp hạng hoặc không được phát hành tại khu vực này. | |                          |                |            |

## Album trực tiếp
| Tựa đề                                                          | Thông tin                                                                                | Vị trí xếp hạng cao nhất | Doanh số     |
| Tựa đề                                                          | Thông tin                                                                                | HÀN                      | Doanh số     |
| Blackpink Arena Tour 2018 "Special Final In Kyocera Dome Osaka" | - Phát hành: 22 tháng 3 năm 2019 - Hãng: YGEX - Định dạng: CD, DVD, tải nhạc             | —                        | —            |
| Blackpink 2018 Tour 'In Your Area' Seoul                        | - Phát hành: 30 tháng 8 năm 2019 - Hãng: YG Entertainment - Định dạng: CD, DVD, tải nhạc | —                        | —            |
| Blackpink 2019-2020 World Tour In Your Area-Tokyo Dome          | - Phát hành: 14 tháng 5 năm 2020 - Hãng: Interscope - Định dạng: CD, DVD, tải nhạc       | —                        | —            |
| Blackpink 2021 'The Show' Live                                  | - Phát hành: 1 tháng 6 năm 2021 - Hãng: YG Entertainment - Định dạng: CD, DVD, tải nhạc  | 8                        | - TQ: 14,305 |

## Đĩa mở rộng
| Tựa đề                                                                                      | Thông tin | Vị trí xếp hạng cao nhất | Vị trí xếp hạng cao nhất | Vị trí xếp hạng cao nhất | Vị trí xếp hạng cao nhất | Vị trí xếp hạng cao nhất | Vị trí xếp hạng cao nhất | Vị trí xếp hạng cao nhất | Vị trí xếp hạng cao nhất | Vị trí xếp hạng cao nhất | Vị trí xếp hạng cao nhất | Doanh số                                                   | Chứng nhận       |
| Tựa đề                                                                                      | Thông tin | KOR                      | ÚC                       | ÁO                       | CAN                      | PHÁP                     | NB                       | SWI                      | UK                       | US                       | US World                 | Doanh số                                                   | Chứng nhận       |
| Hàn Quốc                                                                                    | |                          |                          |                          |                          |                          |                          |                          |                          |                          |                          |                                                            |                  |
| Square Up                                                                                   | - Phát hành: 15 tháng 6 năm 2018 - Hãng: YG - Định dạng: CD, tải nhạc, phát trực tuyến                                                                                | 1                        | 61                       | 26                       | 21                       | 125                      | 11                       | 24                       | —                        | 40                       | 1                        | - Hàn: 384,804 - NB: 16,397                                | - KMCA: Bạch kim |
| Kill This Love                                                                              | - Phát hành: 5 tháng 4 năm 2019 - Phát hành: 16 tháng 10 năm 2019 (bản tiếng Nhật) - Hãng: YG, Interscope, Universal Music - Định dạng: CD, tải nhạc, phát trực tuyến | 3                        | 18                       | —                        | 8                        | —                        | 5                        | —                        | 40                       | 24                       | 1                        | - Hàn: 473,108 - Trung: 730,375 - Nhật: 39,211 - Mỹ: 9,100 | - KMCA: Bạch kim |
| Nhật Bản                                                                                    | |                          |                          |                          |                          |                          |                          |                          |                          |                          |                          |                                                            |                  |
| Blackpink                                                                                   | - Phát hành: 30 tháng 8 năm 2017 (Nhật) - Phát hành lại: 28 tháng 3 năm 2018 (Re: Blackpink) - Hãng: YGEX - Định dạng: CD, DVD, tải nhạc                              | —                        | —                        | —                        | —                        | —                        | 1                        | —                        | —                        | —                        | —                        | - Nhật: 81,450                                             | —                |
| "—" cho biết bài hát không lọt vào bảng xếp hạng hoặc không được phát hành tại khu vực này. | |                          |                          |                          |                          |                          |                          |                          |                          |                          |                          |                                                            |                  |

## Đĩa đơn
| Tựa đề | Năm  | Vị trí xếp hạng cao nhất | Vị trí xếp hạng cao nhất | Vị trí xếp hạng cao nhất | Vị trí xếp hạng cao nhất | Vị trí xếp hạng cao nhất | Vị trí xếp hạng cao nhất | Vị trí xếp hạng cao nhất | Vị trí xếp hạng cao nhất | Vị trí xếp hạng cao nhất | Vị trí xếp hạng cao nhất | Doanh số                                  | Chứng nhận                                           | Album            |
| Tựa đề | Năm  | HÀN                      | HÀN                      | CAN                      | FRA                      | JPN Hot                  | MLY                      | NZ                       | UK                       | US                       | US                       | Doanh số                                  | Chứng nhận                                           | Album            |
| Tựa đề | Năm  | Gaon                     | Hot                      | CAN                      | FRA                      | JPN Hot                  | MLY                      | NZ                       | UK                       | Hot                      | World                    | Doanh số                                  | Chứng nhận                                           | Album            |
| "Boombayah" (붐바야) | 2016 | 7                        | *                        | —                        | 196                      | 15                       | *                        | —                        | —                        | —                        | 1                        | - HQ: 605,048 - US: 6,000                 | - RIAJ: Bạc                                          | Square One       |
| "Whistle" (휘파람} | 2016 | 1                        | *                        | —                        | —                        | —                        | *                        | —                        | —                        | —                        | 2                        | - KOR: 2,500,000 - US: 6,000              | —                                                    | Square One       |
| "Playing with Fire" (불장난} | 2016 | 3                        | *                        | 92                       | —                        | 81                       | *                        | —                        | —                        | —                        | 1                        | - HQ: 2,500,000 - US: 4,000               | —                                                    | Square Two       |
| "Stay" | 2016 | 10                       | *                        | —                        | —                        | —                        | *                        | —                        | —                        | —                        | 4                        | - HQ: 250,200 - US: 3,000                 | —                                                    | Square Two       |
| "As If It's Your Last" (마지막처럼) | 2017 | 3                        | 2                        | 45                       | —                        | 19                       | 4                        | —                        | —                        | —                        | 1                        | - HQ: 2,500,000 - US: 5,000               | - RIAJ: Bạc                                          | Non-album single |
| "Ddu-Du Ddu-Du" (뚜두뚜두} | 2018 | 1                        | 1                        | 22                       | —                        | 7                        | 1                        | —                        | 78                       | 55                       | 1                        | - HQ: 2,500,000 - US: 7,000               | - KMCA: Bạch kim - BPI: Bạc - RIAA: Vàng - RIAJ: Bạc | Square Up        |
| "Kill This Love" | 2019 | 2                        | 2                        | 11                       | 126                      | 6                        | 1                        | 24                       | 33                       | 41                       | 1                        | - NB: 8,604 - US: 7,000                   | - BPI: Bạc - RIAJ: Vàng                              | Kill This Love   |
| "How You Like That" | 2020 | 1                        | 1                        | 11                       | 78                       | 8                        | 1                        | 14                       | 20                       | 33                       | 1                        | - TQ: 3,063,916 - NB: 11,106 - US: 16,400 | - KMCA: Bạch kim - MC: Vàng - RIAJ: Vàng             | The Album        |
| "Ice Cream" (với Selena Gomez) | 2020 | 8                        | 2                        | 11                       | 135                      | 22                       | 2                        | 18                       | 39                       | 13                       | —                        | - TQ: 1,419,702 - US: 23,000              | - MC: Vàng - RIAJ: Bạc                               | The Album        |
| "Lovesick Girls" | 2020 | 2                        | 2                        | 29                       | 130                      | 12                       | 1                        | 35                       | 40                       | 59                       | 1                        | - Toàn cầu: 17,000                        | - RIAJ: Bạc                                          | The Album        |
| "Pink Venom" | 2022 |                          |                          |                          |                          |                          |                          |                          |                          |                          |                          |                                           |                                                      | Born Pink        |
| "—" cho biết bài hát không lọt vào bảng xếp hạng hoặc không được phát hành tại khu vực này. " * " cho biết lúc đó vẫn chưa có bảng xếp hạng này. |      |                          |                          |                          |                          |                          |                          |                          |                          |                          |                          |                                           |                                                      |                  |

### Đĩa quảng bá
| Năm  | Tên                          | Vị trí xếp hạng cao nhất | Vị trí xếp hạng cao nhất | Vị trí xếp hạng cao nhất | Vị trí xếp hạng cao nhất | Vị trí xếp hạng cao nhất | Vị trí xếp hạng cao nhất | Vị trí xếp hạng cao nhất | Vị trí xếp hạng cao nhất | Vị trí xếp hạng cao nhất | Vị trí xếp hạng cao nhất | Doanh số    | Chứng nhận | Album      |
| Năm  | Tên                          | Hàn                      | Anh                      | CAN                      | PL                       | IRE                      | NZ                       | SCO                      | SGP                      | Mỹ                       | Úc                       | Doanh số    | Chứng nhận | Album      |
| 2020 | "Sour Candy" (với Lady Gaga) | 178                      | 17                       | 18                       | 15                       | 11                       | 12                       | 28                       | 1                        | 33                       | 8                        | - Mỹ: 7,000 | - MC: Vàng | Chromatica |

## Hợp tác
| Năm  | Tựa đề                            | Vị trí xếp hạng cao nhất | Vị trí xếp hạng cao nhất | Vị trí xếp hạng cao nhất | Vị trí xếp hạng cao nhất | Vị trí xếp hạng cao nhất | Vị trí xếp hạng cao nhất | Vị trí xếp hạng cao nhất | Vị trí xếp hạng cao nhất | Vị trí xếp hạng cao nhất | Vị trí xếp hạng cao nhất | Doanh thu    | Chứng nhận                  | Album                      |
| Năm  | Tựa đề                            | KOR                      | AUS                      | CAN                      | FIN                      | GER                      | IRE                      | NZ                       | SWE                      | UK                       | US                       | Doanh thu    | Chứng nhận                  | Album                      |
| 2018 | "Kiss and Make Up" (với Dua Lipa) | 75                       | 33                       | 44                       | 15                       | 48                       | 15                       | 32                       | 32                       | 36                       | 93                       | - US: 11,000 | - ARIA: Bạch kim - BPI: Bạc | Dua Lipa: Complete Edition |

## Các bài hát được xếp hạng khác
| Năm | Tựa đề | Vị trí xếp hạng cao nhất | Vị trí xếp hạng cao nhất | Vị trí xếp hạng cao nhất | Vị trí xếp hạng cao nhất | Vị trí xếp hạng cao nhất | Vị trí xếp hạng cao nhất | Vị trí xếp hạng cao nhất | Vị trí xếp hạng cao nhất | Vị trí xếp hạng cao nhất | Doanh số        | Chứng nhận       | Album          |
| Năm | Tựa đề | HQ                       | HQ                       | AUS                      | CAN                      | NB                       | MLY                      | NZ                       | US World                 | WW                       | Doanh số        | Chứng nhận       | Album          |
| Năm | Tựa đề | Gaon                     | Hot                      | AUS                      | CAN                      | Hot                      | MLY                      | Hot                      | US World                 | WW                       | Doanh số        | Chứng nhận       | Album          |
| "Whistle (Acoustic Ver.)" | 2016   | 88                       | *                        | —                        | —                        | —                        | *                        | —                        | —                        | *                        | - HQ: 31,423    | —                | Square Two     |
| "Forever Young" | 2018   | 2                        | 2                        | —                        | —                        | 36                       | *                        | 10                       | 4                        | *                        | - HQ: 2,500,000 | - KMCA: Bạch kim | Square Up      |
| "Really" | 2018   | 18                       | 8                        | —                        | —                        | —                        | *                        | —                        | 11                       | *                        | —               | —                | Square Up      |
| "See U Later" | 2018   | 26                       | 10                       | —                        | —                        | —                        | *                        | —                        | 12                       | *                        | —               | —                | Square Up      |
| "Don't Know What to Do" | 2019   | 38                       | 9                        | —                        | —                        | 49                       | —                        | 11                       | 4                        | *                        | —               | —                | Kill This Love |
| "Kick It" | 2019   | 89                       | 89                       | —                        | —                        | —                        | —                        | 17                       | 8                        | *                        | —               | —                | Kill This Love |
| "Hope Not" (아니길} | 2019   | 108                      | —                        | —                        | —                        | —                        | —                        | 20                       | 9                        | *                        | —               | —                | Kill This Love |
| "Pretty Savage" | 2020   | 45                       | 36                       | 71                       | 87                       | —                        | 2                        | 8                        | 2                        | 32                       | —               | —                | The Album      |
| "Bet You Wanna" (feat. Cardi B) | 2020   | 34                       | 14                       | 42                       | 58                       | 99                       | 4                        | 4                        | —                        | 25                       | —               | —                | The Album      |
| "Crazy Over You" | 2020   | 106                      | 50                       | —                        | —                        | —                        | 8                        | 13                       | —                        | 49                       | —               | —                | The Album      |
| "Love to Hate Me" | 2020   | 80                       | 48                       | —                        | —                        | —                        | 7                        | —                        | —                        | 54                       | —               | —                | The Album      |
| "You Never Know" | 2020   | 101                      | 51                       | —                        | —                        | —                        | 5                        | —                        | 4                        | 64                       | —               | —                | The Album      |
| "—" cho biết bài hát không lọt vào bảng xếp hạng hoặc không được phát hành tại khu vực này. " * " cho biết lúc đó vẫn chưa có bảng xếp hạng này. |        |                          |                          |                          |                          |                          |                          |                          |                          |                          |                 |                  |                |